# Crabbea ovalifolia
Crabbea ovalifolia là một loài thực vật có hoa trong họ Ô rô. Loài này được Ficalho & Hiern mô tả khoa học đầu tiên năm 1881.